# Santuario nuragico di Abini
Il complesso nuragico di Abini è un sito archeologico sardo situato nel territorio di Teti, in Sardegna.

## Il complesso
L'area archeologica di Abini è stata idealmente suddivisa in due parti: una sacra (il recinto sacro con al suo interno il pozzo sacro), e una non destinata al culto corrispondente al villaggio nuragico.

### Il recinto sacro
L'intera area fu probabilmente uno dei più importanti santuari federali delle genti sarde nuragiche. Il recinto sacro, individuato da Filippo Vivanet alla fine dell'800', fu scavato approfonditamente sotto la direzione degli archeologi Antonio Taramelli e Ettore Pais tra il 1929 e il 1931; scavi che portarono alla luce il temenos, cioè il recinto murario che racchiude l'area sacra, che in parte conservava ancora i sedili in pietra per i pellegrini. All'interno del recinto sono visibili altari, capanne dei sacerdoti e fondamenta di altre strutture. Al centro dell'area giacciono numerosi conci in basalto e trachite che dovevano comporre le porzioni architettoniche decorative poste sulla sommità del pozzo sacro, ancora attivo ma in cattivo stato di conservazione. Il pozzo, che dovette essere adibito al culto dal periodo del Bronzo recente (fine XIV secolo a.C.) all'età del Ferro (VII secolo a.C.), era probabilmente dedicato al culto dell'acqua.

### Il villaggio
Il villaggio nuragico è situato all'esterno dell'area sacra, e fu portato alla luce in parte nel 1931, quando vennero scoperte diverse capanne ad uso abitativo. Gli scavi effettuati nel 1981 scoprirono numerose capanne circolari collegate tra loro da ambienti di altra forma.

## Gli scavi

### Storia
Nel settembre del 1865 un ragazzo del luogo, secondo la tradizione ispirato da sogni ricorrenti, convinse alcuni contadini a scavare in un campo ove affioravano resti di antiche costruzioni, il luogo era chiamato Sa Badde de sa Bidda (in italiano: La Valle del Paese), e corrispondeva al santuario di Abini. Lo scavo portò alla luce un deposito di oggetti votivi in bronzo situato all'interno di una cista litica (un contenitore formato da lastre di pietra collocate al di sotto della superficie del terreno). Nello stesso anno il canonico Giovanni Spano pubblicò i bronzetti nuragici di Abini, che vennero acquistati dallo studioso Efisio Timon, che a sua volta li donò al Regio Museo di Antichità di Cagliari, dove sono ancora oggi conservati. Nel 1878 i contadini di Teti ripresero a cercare nel sito di Abini, trovando a un metro sotto terra, un altro ripostiglio pesante 108 chili di oggetti in bronzo contenuti in un grosso recipiente in terracotta. I reperti vennero acquistati dallo studioso locale Filippo Vivanet, e confluirono come i precedenti ritrovamenti bronzei nelle raccolte del museo archeologico di Cagliari. Scavi archeologici veri e propri vennero effettuati solo nel 1929, e proseguirono fino al 1931 sotto la guida di Antonio Taramelli, che riportò alla luce la maggior parte delle strutture sacre del complesso nuragico. Ma la presenza di Taramelli fu saltuaria, essendo responsabile dei beni archeologici dell'intera isola, quindi fu costretto ad affidare lo scavo a persone spesso inesperte, che alla ricerca di materiali bronzei trascuravano e gettavano i reperti ceramici che affioravano in grande quantità dal sottosuolo del sito. Nel 1981 intervenne sul sito la Soprintendenza archeologica delle province di Sassari e Nuoro, che portò alla luce nuove capanne abitative nel villaggio nuragico.

## I bronzetti nuragici di Abini

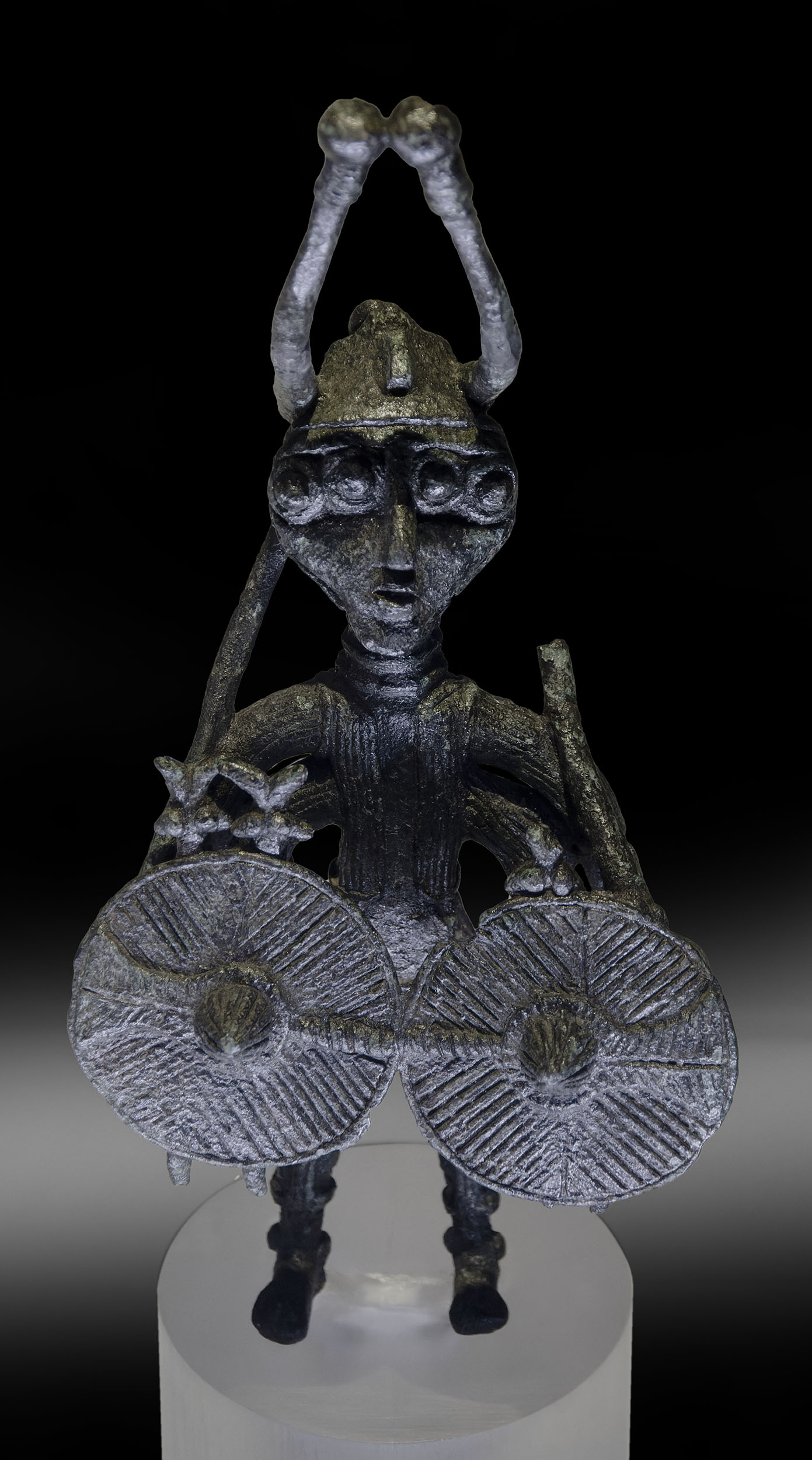
Bronzetto da Abini

I reperti bronzei ritrovati nel 1865 e nel 1878 sono attualmente esposti e conservati al Museo archeologico nazionale di Cagliari, che in passato ha svolto la funzione di raccogliere i reperti provenienti dagli scavi di tutta l'isola. La maggior parte dei bronzetti di Abini trovati negli scavi ottocenteschi è conservata al museo di Cagliari insieme ad alcune spade votive trovate nel santuario, decorate con immagini cervine dalle lunghe corna, fra cui una spada ornata con una figura di arciere fissata al centro dell'impugnatura. I bronzetti raffigurano personaggi colti in atto di offrire doni e in preghiera, arcieri saettanti, guerrieri con stocco e scudo, e capi tribù con mantello e bastone (simili a quello ritrovato a Uta). Ma le figure più interessanti sono quelle di soldati in coppia colti nell'atto di preghiera e caratterizzati da elmi sormontati da lunghe corna, e le rappresentazioni più conosciute dei bronzetti di Abini restano quelle dei personaggi, probabilmente esseri demoniaci e guerrieri eroicizzati, a cui si moltiplicano di alcune parti del corpo, come gli occhi e le braccia, o gli scudi; queste rappresentazioni sono simili a quelle ritrovate in Medio Oriente, anch'esse caratterizzate dalla moltiplicazione di alcune parti del corpo. Le statuine sono state prodotte tra il X e il VII secolo a.C., e vengono collocate in un unico gruppo stilistico assieme a quelle di Uta (località situata in provincia di Cagliari); i bronzetti erano delle offerte dedicate ai culti che si svolgevano nell'area sacra di Abini.